# 柳塔
48°53′53″N 22°46′34″E / 48.89806°N 22.77611°E
柳塔（烏克蘭語：Люта）是烏克蘭西部的村莊，隸屬外喀爾巴阡州的烏日霍羅德區。該村處於柳強卡河畔，始建於1599年，面積114.42平方公里，海拔高度526米。